# Dadu
Dadu – miasto w Pakistanie, w prowincji Sindh. Według danych na rok 1998 liczyło 102 550 mieszkańców.